# Rzecznik Praw Pacjenta
Rzecznik Praw Pacjenta (RzPP) – centralny organ administracji rządowej właściwy w sprawach ochrony praw pacjentów określonych w ustawie z dnia 6 listopada 2008 r. o prawach pacjenta i Rzeczniku Praw Pacjenta.
Rzecznik wykonuje swoje zadania przy pomocy Biura Rzecznika Praw Pacjenta. Siedziba Biura znajduje się przy ul. Płockiej 11/13 w Warszawie.

## Rzecznicy Praw Pacjenta
- Krystyna Kozłowska –  od 2 października 2009 do 12 grudnia 2016 (od 12 grudnia 2016 do 30 października 2017 p.o. RzPP[1])
- Bartłomiej Chmielowiec – od 30 października 2017[2]

## Kierownictwo
- Bartłomiej Chmielowiec – rzecznik praw pacjenta od 30 października 2017
- vacat – zastępca rzecznika
- Jarosław Fiks – dyrektor generalny

## Powstanie instytucji
O powołanie Rzecznika Pacjenta, urzędu o podobnej nazwie do Rzecznika Praw Pacjenta, jako pierwsze, od 2001 występowało, Stowarzyszenia Pacjentów „Primum Non Nocere” i ówczesny prezes Adam Sandauer. Wedle projektu ustawy tej organizacji, Rzecznik Pacjenta, miał być organem powoływanym przez parlament, by zapewniać pomoc osobom, które ucierpiały na skutek błędów i wypadków medycznych. Próba zebrania 100 tys. podpisów pod obywatelskim projektem ustawy, podjęta w 2004, zakończyła się jednak niepowodzeniem.
Rzecznik Praw Pacjenta powołany został ustawą z dnia 31 marca 2009 (Dz.U. z 2024 r. poz. 581).

## Zakres działania Rzecznika Praw Pacjenta
Celem Rzecznika Praw Pacjenta jest prewencyjna dbałość o przestrzeganie praw pacjentów (przewidzianych ustawą o prawach pacjenta i Rzeczniku Praw Pacjenta) oraz reagowanie w każdej sytuacji, w której prawa pacjenta nie są przestrzegane.
Do zakresu działania organu należy:
- prowadzenie postępowań w sprawach praktyk naruszających zbiorowe prawa pacjentów,
- opracowywanie i przedkładanie Radzie Ministrów projektów aktów prawnych dotyczących ochrony praw pacjenta,
- występowanie do właściwych organów z wnioskami o podjęcie inicjatywy ustawodawczej bądź o wydanie lub zmianę aktów prawnych w zakresie ochrony praw pacjenta,
- opracowywanie i wydawanie publikacji oraz programów edukacyjnych popularyzujących wiedzę o ochronie praw pacjenta,
- współpraca z organami władzy publicznej w celu zapewnienia pacjentom przestrzegania ich praw, w szczególności z ministrem właściwym do spraw zdrowia,
- przedstawianie właściwym organom władzy publicznej, organizacjom i instytucjom oraz samorządom zawodów medycznych ocen i wniosków zmierzających do zapewnienia skutecznej ochrony praw pacjenta,
- współpraca z organizacjami pozarządowymi, społecznymi i zawodowymi, do których celów statutowych należy ochrona praw pacjenta,
- analiza skarg pacjentów w celu określenia zagrożeń i obszarów w systemie ochrony zdrowia wymagających naprawy,
- wykonywanie innych zadań określonych w przepisach prawa lub zleconych przez Prezesa Rady Ministrów.

Rzecznik Praw Pacjenta, poza podjęciem działań własnych, może się też zwrócić do Rzecznika Praw Obywatelskich lub Rzecznika Praw Dziecka o podjęcie działań z zakresu ich kompetencji.

## Finansowanie
Wydatki i dochody Rzecznika Praw Pacjenta są realizowane w części 66 budżetu państwa.